# پال سکرش
پال سِکِرِش (مجاری: Pál Szekeres؛ زادهٔ ۲۲ سپتامبر ۱۹۶۴) ورزشکار شمشیربازی اهل مجارستان است.
وی در مسابقات کشوری و بین‌المللی در مجموع برندهٔ ۳ مدال طلا، ۴ مدال برنز شده‌است.